# Adrián Solano
Adrián Solano (nascido em 17 de outubro de 1951) é um ex-ciclista olímpico costa-riquenho. Representou sua nação nos Jogos Olímpicos de Verão de 1968, na prova de contrarrelógio.